# بیسکوییت‌ها و کرم
بیسکوییت‌ها و کرم (انگلیسی: Cookies and Cream) یا کوکی‌ها و کرم، به انواع بستنی و میلک (شیر) شیک براساس و کوکی و شکلات گفته می‌شود.